# Max Dreyer
Max Dreyer, född 25 september 1862, död 27 november 1946, var en tysk författare.
Dreyer var 1885-1888 läroverkslärare men övergick senare till att bli författare på heltid. Dreyer började som naturalistisk dramatiker i Gerhart Hauptmanns stil, ej utan viss humor. Bland hans arbeten märks Drei (1892), Winterschlaf (1895), Hans (1898), Der Probekandidat (1899), Das Tal des Lebens (1903), Die Siebzehnjährigen (1904), Der Unbestechliche (1918). Dreyer har även skrivit realistiska noveller och romaner från sin nordtyska hembygd, såsom Lautes und Leises (1893), Auf einiger Erde (1911), Die Siedler von Hohenmoor (1922), samt Das Gymnasium von Sankt Jürgen (1925).